# Kataloniens regionregering
| Kataloniens regionregering (Consell Executiu, "El Govern") |
| --- |
| Gruppbild med den katalanska regionregeringen (2 juni 2018, efter att regionministrarna svurits in). - Betydelse – verkställande regionstyre i regionen Katalonien - Ledare – Kataloniens regionpresident - Bakgrund – 1931–39, (provisorisk) 1977, (permanent) 1980 - Maktbas – Kataloniens parlament, Kataloniens autonomistatuter |

Kataloniens regionregering (katalanska: Consell Executiu, 'verkställande rådet'; ofta benämnt som "El Govern", 'regeringen') är det verkställande regionstyret i den spanska autonoma regionen Katalonien. Den är del av regionstyret, Generalitat de Catalunya, och leds av regionpresidenten. Regionregeringen har lett Kataloniens regionpolitik sedan 1982.

## Funktion
Den katalanska regionregeringen verkar under den katalanska regionlagen – de katalanska autonomistatuterna. Dessa instiftades i december 1979 på basis av Spaniens grundlag och dess delegering av delar av makten till landets nya autonoma regioner. Regionens autonomistatuter har uppdaterats en gång, 2006, och definitivt formulerats via beslut i Spaniens författningsdomstol 2010.
En spansk regionregering kan jämföras med regionerna i Sverige. I Sverige leds verksamheten av en regionstyrelse som i sin tur leds av ett regionråd, och besluten godkänns av regionfullmäktige (det valda "regionparlamentet"). I Spanien har de autonoma regionerna betydligt större makt och ekonomiska medel att röra sig med, och ansvarsfördelningen mellan Spaniens centralmakt och regionerna motsvarar i praktiken den i en federation. Regionpresidenten har till sin hjälp ett antal utsedda "regionministrar" (katalanska: consellers, 'råd[givare]'), var och en ledare över ett departement, och i Katalonien är regeringen i sin helhet ansvarig inför det valda regionparlamentet. Missbruk av makt kan dock även leda till ingripande av Spaniens författningsdomstol, som vakar över den spanska grundlagens tillämpning.

## Historik
Den katalanska regionregeringen har rötter till 1930-talet, från när den katalanska republiken etablerades 1931 och fram till 1939 i princip verkade som autonom enhet under den andra spanska republiken. Francesc Macià och senare Lluís Companys ledde de dåvarande katalanska regionregeringarna; den senare arresterades efter att han 1934 försökt etablera en katalansk stat inom ett federalt Spanien.
Efter att spanska inbördeskriget slutat med införandet av Francisco Francos diktatur och ett tvärt slut på Kataloniens självstyre, gick den katalanska regionregeringen i exil. 1977 återkom den landsflyktige regionpresidenten Josep Tarradellas, och han presiderade fram till 1980 som provisorisk katalansk regionpresident.
Hösten 1979 instiftades de katalanska autonomistatuterna, och därpå valdes Jordi Pujol till regionpresident och chef över det första regionkabinettet i den återupprättade autonoma regionen. Pujol ledde sex olika regionministärer i rad, fram till 2003. Det året förlorade hans stödparti, valalliansen Convergència i Unió (CiU), majoriteten i parlamentet, och under de följande sju åren kom regionregeringen att bestå av politiker från de socialistiska samarbetspartierna ERC, PSC och ICV ("El tripartit", 'triopartiet'). 2010 återkom CiU till regeringsmakten, med Artur Mas som ledare och med fyra oberoende politiker som komplement i regeringen.
Sedan 2012 har de katalanska regionregeringarna utgjorts av politiker från Artur Mas parti CDC eller dess efterföljare PDECat samt koalitionspartnern ERC. Sedan parlamentsvalet 2015 har dock vänsterradikala CUP varit vågmästare och viktig allianspartner för den förda regionpolitiken. 
27 oktober 2017 drogs Kataloniens autonomi in av Spanien, i samband med Kataloniens utropande av en suverän republik. Därefter styrdes regionen direkt från Madrid, i praktiken via Spaniens ministerium för regionstyrena lett av Soraya Sáenz de Santamaría. Sedan Kataloniens parlament 14 maj 2018 valt Quim Torra till ny regionpresident i Katalonien, efter 199 dagar utan katalansk regionregering, väntades det spanska direktstyret avvecklas. Detta förutsatte dock, menade Spaniens regering, att den nya katalanska regionregeringen inledde sitt arbete inom den spanska grundlagens råmärken. Quim Torras regering tillträdde den 2 juni, och några dagar senare meddelades att regionregeringen tagit över hanteringen av regionadministrationen och att det spanska direktstyret avvecklats.
Inte heller Torras tid som regionpresident blev gnisselfri. Hans vägran att ta ner banderoller med politiska budskap från offentliga byggnader (Palau de Generalitat) ledde våren 2019 till att han åtalades för missbruk av ämbetet. Efter domstolsbeslut fråntogs han 30 september 2020 presidentbefogenheterna, varefter vice regionpresident Pere Aragonès tog vid som interimsregionpresident. Regionvalet i februari 2021 slutade med fortsatt majoritet för självständighetspartierna, och 21 maj 2021 valdes Aragonès till ny – ordinarie – regionpresident. 

## Regionregeringar

### 1930-talet
- 1931: första katalanska regionregeringen (regeringschef: Francesc Macià; regionministrar från ERC, USC, UGT, PCR och PRR)
- 1931–32: andra katalanska regionregeringen (Francesc Macià; ERC, USC, UGT och PRR)
- 1932: tredje katalanska regionregeringen (Francesc Macià; ERC och USC)
- 1932–33: fjärde katalanska regionregeringen (Francesc Macià; ERC)
- 1933: femte katalanska regionregeringen (Francesc Macià; ERC)
- 1933–34: sjätte katalanska regionregeringen (Lluís Companys; ERC)
- 1934: sjunde katalanska regionregeringen (Lluís Companys; ERC, USC, ACR och PNRE)
- 1934: åttonde katalanska regionregeringen (Lluís Companys; ERC, ACR och PNRE)
- 1934–36: spanskt direktstyre i samband med indragen regionautonomi
- 1936: nionde katalanska regionregeringen (Lluís Companys; ERC, USC, ACR och PNRE)
- 1936–38: katalanska regionregeringar under spanska inbördeskriget (Lluís Companys; ERC, ACR, PSUC, CNT, UR, POUM och UGT)

### Exil- och provisoriska regeringar
- 1939–77: katalanska exilregeringar (Lluís Companys, Josep Irla, Josep Tarradellas)
- 1977–80: provisoriska katalanska regionregeringen (Josep Tarradellas; ERC, CDC, UCD, PSUC och PSC)

### Enligt Kataloniens autonomistatuter
- 1980–84: regering efter I:a katalanska parlamentet (Jordi Pujol; CDC och UDC)
- 1984–88: regering efter II:a katalanska parlamentet (Jordi Pujol; CDC, UDC och ERC)
- 1988–92: regering efter III:e katalanska parlamentet (Jordi Pujol; CDC och UDC)
- 1992–95: regering efter IV:e katalanska parlamentet (Jordi Pujol; CDC och UDC)
- 1995–99: regering efter V:e katalanska parlamentet (Jordi Pujol; CDC och UDC)
- 1999–2003: regering efter VI:e katalanska parlamentet (Jordi Pujol; CDC och UDC)
- 2003–06: regering efter VII:e katalanska parlamentet (Pasqual Maragall; ERC, PSC och ICV)
- 2006–10: regering efter VI:e katalanska parlamentet (José Montilla; ERC, PSC och ICV)
- 2010–12: regering efter IX:e katalanska parlamentet (Artur Mas; CDC, UDC, oberoende)
- 2012–16: regering efter X:e katalanska parlamentet (Artur Mas; CDC, UDC och oberoende)
- 2016–17: regering efter XI:e katalanska parlamentet (Carles Puigdemont; PDeCAT, ERC, oberoende)
- 2017–18: spanskt direktstyre i samband med indragen regionautonomi
- 2018–21: regering efter XII:e katalanska parlamentet (Quim Torra, senare Pere Aragonès; JxCat, ERC)
- 2021–: regering efter XIII:e katalanska parlamentet (Pere Aragonès; ERC, Junts)